# Усольцева, Ольга Михайловна
О́льга Миха́йловна Усо́льцева (Медве́дева) (род. 24 сентября 1984) — российская самбистка и дзюдоистка, чемпионка и призёр чемпионатов России, Европы и мира по самбо, обладательница Кубка мира по самбо, Заслуженный мастер спорта России, лейтенант полиции, призёр чемпионата Европы по дзюдо, чемпионка мира среди полицейских по дзюдо, член сборной России по самбо, дзюдо, джиу-джитсу и универсальному бою. Выпускница Тюменского нефтегазового университета.
12 октября 2012 года в Рязани была заложена Аллея Славы рязанского спорта. Ольга Усольцева оказалась в числе первых 12 спортсменов, удостоенных фамильных звёзд.

## Спортивные результаты
- Чемпионат России по самбо среди женщин 2007 года — ;
- Чемпионат России по самбо среди женщин 2008 года — ;
- Чемпионат России по самбо среди женщин 2009 года — ;
- Чемпионат России по самбо среди женщин 2010 года — ;
- Чемпионат России по самбо среди женщин 2011 года — ;
- Чемпионат России по самбо среди женщин 2012 года — ;
- Чемпионат России по дзюдо 2012 года — ;
- Чемпионат России по самбо среди женщин 2013 года — ;
- Чемпионат России по самбо среди женщин 2014 года — ;
- Чемпионат России по самбо 2015 года — .

В 2012 году за пять дней выиграла четыре титула:
- 29 сентября, Казань — чемпионка мира по дзюдо среди полицейских;
- 1 октября, Москва — победа на этапе Кубка мира (турнир на призы Асламбека Аслаханова), а с ней и общем зачёте Кубка мира;
- 3 октября, Кемерово — бронзовый призёр чемпионата России по дзюдо.